# 매창로
매창로(Maechang-ro)는 전북특별자치도 부안군 부안읍 행안초교삼거리에서 부안군 부안읍 를잇는 전북특별자치도의 도로이다.

## 주요 경유지
전북특별자치도
- 부안군 (부안읍)

## 노선
| 이름           | 접속 노선                 | 소재지 | 소재지 | 비고 |
| -------------- | ------------------------- | ------ | ------ | ---- |
| 행안초교삼거리 | 국도 제23호선 (부안로)    | 부안군 | 부안읍 |      |
| 진동교         |                           | 부안군 | 부안읍 |      |
| 교육청사거리   | 지방도 제707호선 (문정로) | 부안군 | 부안읍 |      |
| 주공2차사거리  | 석정로                    | 부안군 | 부안읍 |      |
| (이름없음)     | 지방도 제705호선 (용암로) | 부안군 | 부안읍 |      |
| (이름없음)     | 국도 제30호선 (부령로)    | 부안군 | 부안읍 |      |

## 주요 건물 및 시설
- HD현대오일뱅크 매창주유소 (매창로 74/서의리 576-4)
- 매창공원 (매창로 89/서의리 566)
- 부안교육지원청 (매창로 113/봉덕리 644)
- 부안군립도서관 (매창로 125/봉덕리 643-3)
- KG모빌리티 부안서비스프라자 (매창로 147/봉덕리 636-9)
- CU 부안행복점 (매창로 202/봉덕리 474)